# Мартин Зборовський
Марцін Зборо́вський гербу Яструбець (пол. Marcin Zborowski: 1492 — 1565) — польський шляхтич, військовий, державний діяч Королівства Яґеллонів.

## Біографія
Син каштеляна жарновецького Анджея Зборовського і Ельжбети Шидловецької гербу Одровонж.
Під час литовсько-московської війни 1512—1522 років відзначився 1514 року у битві під Оршею. М. Зборовський був кальвіністом; одним із керівників екзекуційного руху (пол. Ruch egzekucyjny) середньої шляхти за обмеження прав магнатерії; рокошу (заколоту) шляхти 1537 року під Львовом, званого «кокошою війною». Через три роки його запідозрили в організації антикоролівської змови і заколоту (1540 р.).
В надії одружити свого сина з Гальшкою Острозькою взяв участь 1554 року у переслідуванні її та князя Дмитра Сангушка, якого було піймано у Яромержі неподалік Праги і вбито з наказу М. Зборовського (існувала надгробна епітафія на могилі Дмитра Сангушка).
Власник Чешибісів, де за його сприяння було зведено замок.
Був похований в Зборові, де йому було встановлено пам'ятний надгробок.

## Посади
підчаший королівський; у 1540 р. був ротмістром на Поділлі; каштелян каліський 1543 р., краківський 1562 р.; воєвода каліський (1550—1558 рр.), познанський (1557—1561 рр.). Староста малогоський 1537 р., одолянувський, стопніцький, тлумацький, шидловський.

## Шлюб, діти
У шлюбі (1525 р.) з Анною Конарською, донькою Станіслава Конарского гербу Абданк і Зофії з Лянцкоронських (1499—1575, рідна молодша сестра Предслава Лянцкоронського), народилось 12 дітей:
- Марцін (пом. 1559) — каштелян кшивінський
- Пйотр (пом. 1581) — воєвода сандомирський, краківський, староста тлумацький
- Ян (пом. 1605) — ротмістр, гетьман надвірний
- Анджей (1525—1598) — маршалок надвірний короля Генріха III Валуа
- Миколай (пом. 1585) — ротмістр, староста шидловецький
- Самуель (Самійло) (пом. 1584) — гетьман козаків, баніта
- Кшиштоф (р.н.н. — 1593) — підчаший коронний, радник імператора
- Зофія (пом. після 1563) — дружина Войцеха Львувського з Остроруга
- Анна — дружина барона Йогана Курзбаха та Яна Гостинського
- Катажина (пом. 1587) — дружина каштеляна сандомирського Ієроніма Оссолінського
- Барбара — дружина Станіслава Стадніцького
- Ельжбета (Гальшка) (пом. 1601) — дружина з 1559 року гетьмана Яна Амора Тарновського, після 1571 — Яна Дидуша
- Кристина (пом. 1588) — дружина віленського каштеляна Яна Ієронима Ходкевича